# Fortaleza de Rogí
Rogí (en griego: Ρωγοί) es un castillo bizantino en Nea Cerasunta cerca de Préveza, en el oeste de Grecia. Se encuentra en el sitio de la antigua ciudad de Buqueta (en griego: Βουχέτιον), que fue abandonada a finales del siglo I a. C. Reocupado en el siglo IX, se convirtió en obispado y fue refortificado, desempeñando un papel importante en la historia de la región en el siglo XIV y principios del xv. Fue abandonado nuevamente después de la conquista otomana en 1449.

## Ubicación
El castillo está ubicado al oeste del pueblo de Nea Cerasunta, en una colina de 29 m de altura en la orilla norte del río Louros, que rodea la base de la colina en los lados este, sur y oeste. El castillo fue construido en la ubicación de la acrópolis de la antigua ciudad de Buqueta. A pesar de su ubicación interior en la actualidad, en la antigüedad la colina parece haber sido una isla, y las referencias literarias confirman que Rogí siguió siendo una ubicación costera en la Edad Media también, con el golfo de Arta extendiéndose más hacia el noroeste que en la actualidad.

## Historia
El sitio fue identificado por los eruditos del siglo XIX con la antigua Caradro, hasta que N. G. L. Hammond estableció su identificación moderna con la antigua ciudad de Buqueta. Buqueta fue una colonia elea fundada en el siglo VII a. C. y sirvió como puerto para los asentamientos del interior de Elatria (en el pueblo moderno de Palioroforo, a 10 km al oeste de Rogí) y Batías (el actual Rizobouni, a unos 7 km al norte de Rogí). En el siglo IV, Buqueta fue incorporada al Reino de Epiro por Alejandro el Moloso. La ciudad siguió la suerte del Estado epirota. En el 167 a. C., fue saqueada durante la tercera guerra macedónica. Aunque su ubicación estratégica aseguró que el sitio permaneciera ocupado a partir de entonces, finalmente fue abandonado después de la fundación de Nicópolis en el 28 a. C.
El nuevo asentamiento de Rogí se atestigua por primera vez en las Notitia Episcopatuum del Patriarcado de Constantinopla como sede de un obispado, sufragáneo de la Metrópoli de Naupacto, bajo el emperador bizantino León VI el Sabio. Probablemente fue reasentado en el transcurso del siglo IX, durante la recuperación de Epiro por los bizantinos de los invasores eslavos que lo habían tomado a finales del siglo VI y principios del vii. De hecho, se ha sugerido que el nombre «Rogí» es de origen eslavo, pero es más probable que se derive de un término griego siciliano para «graneros», y puede indicar que se trajeron colonos sicilianos para establecer el nuevo asentamiento.
En el período comprendido entre 1000 y 1500, los habitantes locales cambiaron el curso del río Louros a su forma actual, con el objetivo de drenar sus marismas y aumentar las tierras de cultivos disponibles, y posiblemente mejorar la protección del castillo en sí, que ahora estaba rodeado por tres lados por el río.
El asentamiento medieval aparece en fuentes históricas principalmente en los siglos xiv y xv, cuando jugó un papel en las guerras de varios potentados locales por el control de Epiro. Así fue atacado sin éxito por Felipe I de Tarento en 1303 o 1304, cuando Ana Paleólogo Cantacuceno, la regente del Despotado de Epiro, se negó a reconocer la soberanía de los angevinos. En 1338 o 1339, el castillo de Rogí, junto con la capital epirota, Arta, y la fortaleza de Riniasa, fue capturado por los rebeldes epirotas bajo el mando de Alejo Cabasila, quien se levantó contra la anexión de Epiro al Imperio bizantino el año anterior. El emperador Andrónico III Paleólogo y su gran doméstico, Juan Cantacuceno, bloquearon Rogí, que finalmente fue persuadido por Cantacuceno para que se rindiera. Epiro cayó en manos del Imperio serbio durante la guerra civil bizantina de 1341-1347.
En 1361, el emperador serbio Simeón Uroš confirmó a Juan Tzafas Orsini, un pariente de su esposa, como señor de Rogí y otras áreas en Epiro, pero el efecto real de esta proclamación fue probablemente insignificante, ya que el gobierno serbio pronto fue desafiado por los ataques de tribus albanesas. En 1367, Rogí y Arta estaban en manos del jefe albanés Pedro Losha. Después de la muerte de Losha en 1374, su dominio fue tomado por el gobernante albanés del área del río Aqueloo, Juan Espata. La ciudad permaneció en manos de la familia Espata hasta 1416, cuando el último gobernante albanés, Yaqub Espata, fue derrotado por el conde palatino de Cefalonia y Zacinto, Carlo I Tocco, quien en 1411 se había convertido en el señor de Ioánina. Carlo y su hermano, Leonardo II Tocco, tomaron posesión de Arta y Rogí, restaurando así el Despotado de Epiro a sus límites tradicionales. Rogí finalmente fue abandonado después de la conquista otomana de la región en 1449.
El viajero Ciriaco de Ancona visitó el castillo en 1436 y 1448, y registró que las reliquias de san Lucas se guardaban en su iglesia; según los textos serbios contemporáneos, estas habían sido trasladadas allí desde Constantinopla después de la caída de la ciudad por la cuarta cruzada.

## Disposición del castillo

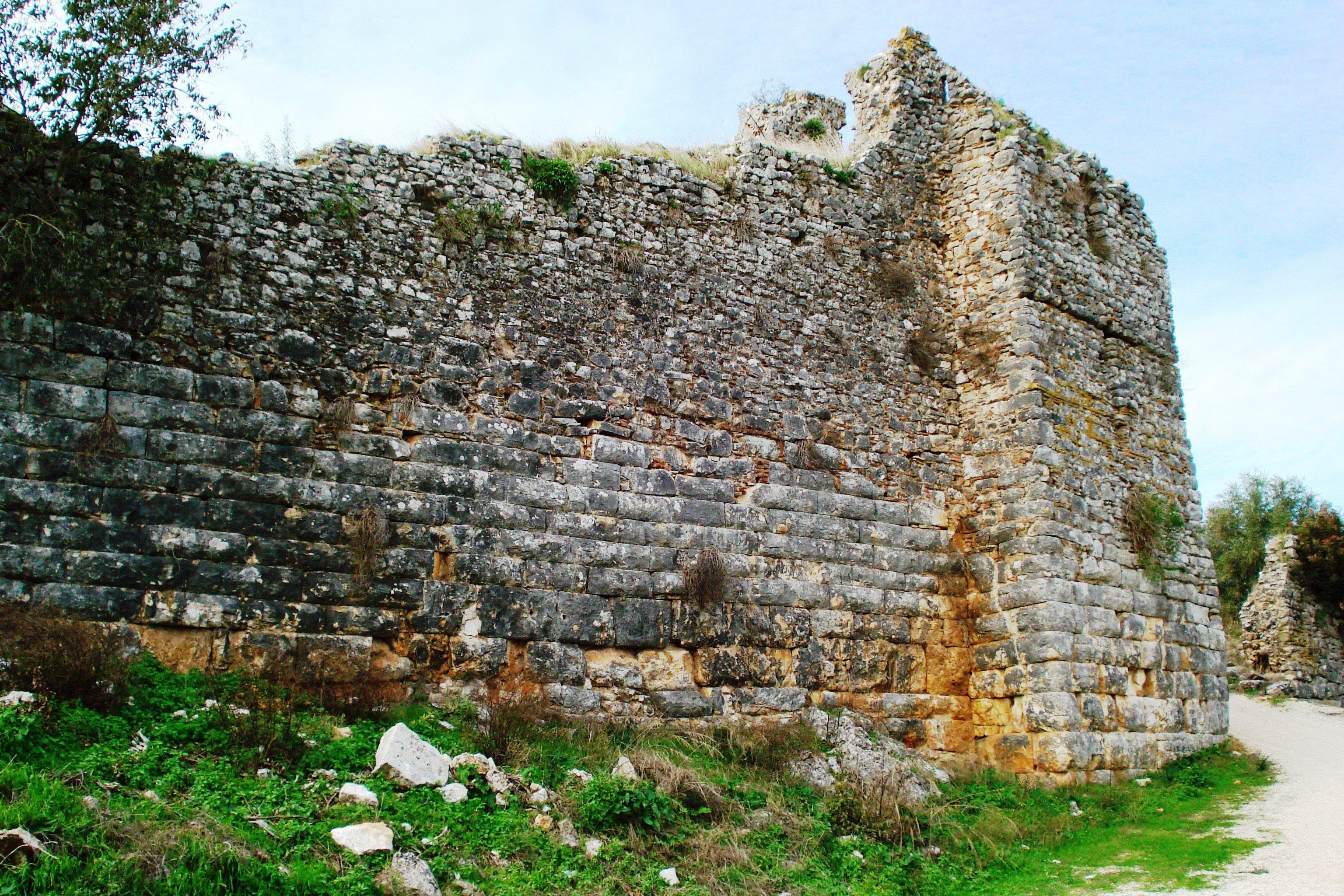
Muro del castillo, que muestra la clara diferencia entre la mampostería de los cimientos antiguos y la posterior reconstrucción medieval.

Durante los dos primeros siglos de su existencia, Buqueta aparentemente no estuvo fortificada, y la primera fortificación en el sitio consistió en un muro de circuito simple de 450 m de longitud que encierra el espacio plano en la cima de la colina. Posteriormente, se amplió con un muro irregular que encierra toda la vertiente norte del cerro, aumentando la longitud de los muros exteriores a 730 m y duplicando el área delimitada de 9000 a 18 000 m2. Más tarde, las murallas se ampliaron de nuevo para incluir la parte noreste del asentamiento, de modo que en su extensión final las antiguas fortificaciones formaron un circuito exterior de 1000 m y abarcaron un área de 37 000 m2.
El castillo medieval que existe en la actualidad fue construido sobre los restos de las dos primeras fases de la antigua acrópolis, y sigue el curso de las antiguas fortificaciones, incorporando sus cimientos. El muro del circuito exterior medieval se construyó en gran parte sobre las huellas de los muros antiguos, con diferentes estilos de mampostería que hacen que las dos estructuras sean claramente discernibles entre sí. A estos se agregaron muros transversales internos, reforzados por torres, dividiendo el espacio cerrado en tres murallas. El patio exterior también contenía un monasterio, del cual solo queda la iglesia de la Asunción del siglo XV. El interior del castillo ahora está en ruinas y cubierto de vegetación. La fecha de la fortificación bizantina es incierta, posiblemente desde la reocupación del sitio en el siglo IX hasta los siglos xiii y xiv.
El sitio todavía no ha sido excavado, a excepción de los trabajos de mantenimiento de los muros realizados en el período de 1978 y 1980.